# Manège (équitation)
Pour les articles homonymes, voir Manège.

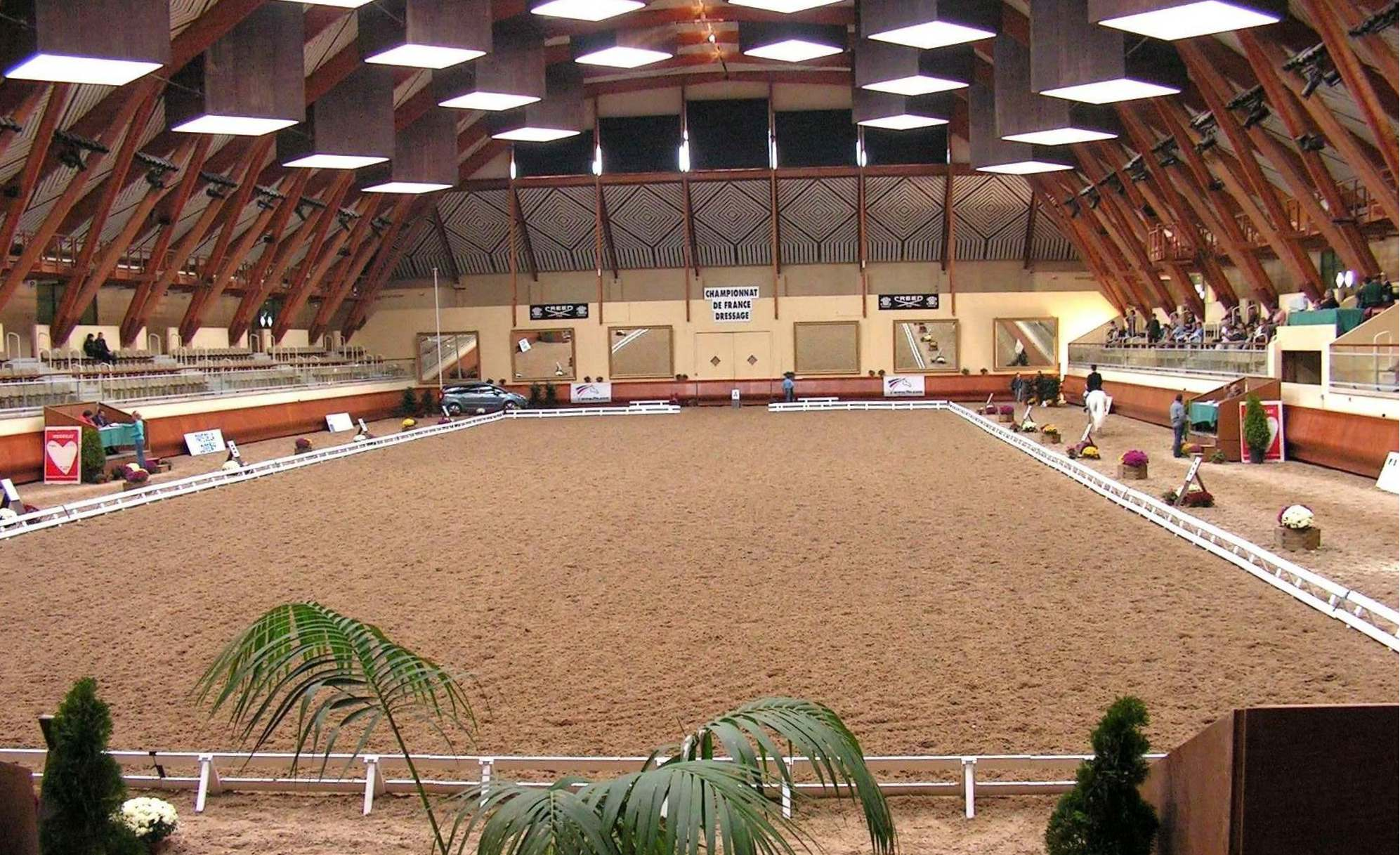
Grand Manège de l'ENE à Saumur en France

En équitation, un manège est un endroit couvert, dont le sol meuble et souple permet de travailler les chevaux, de donner ou de recevoir des leçons.

## Histoire

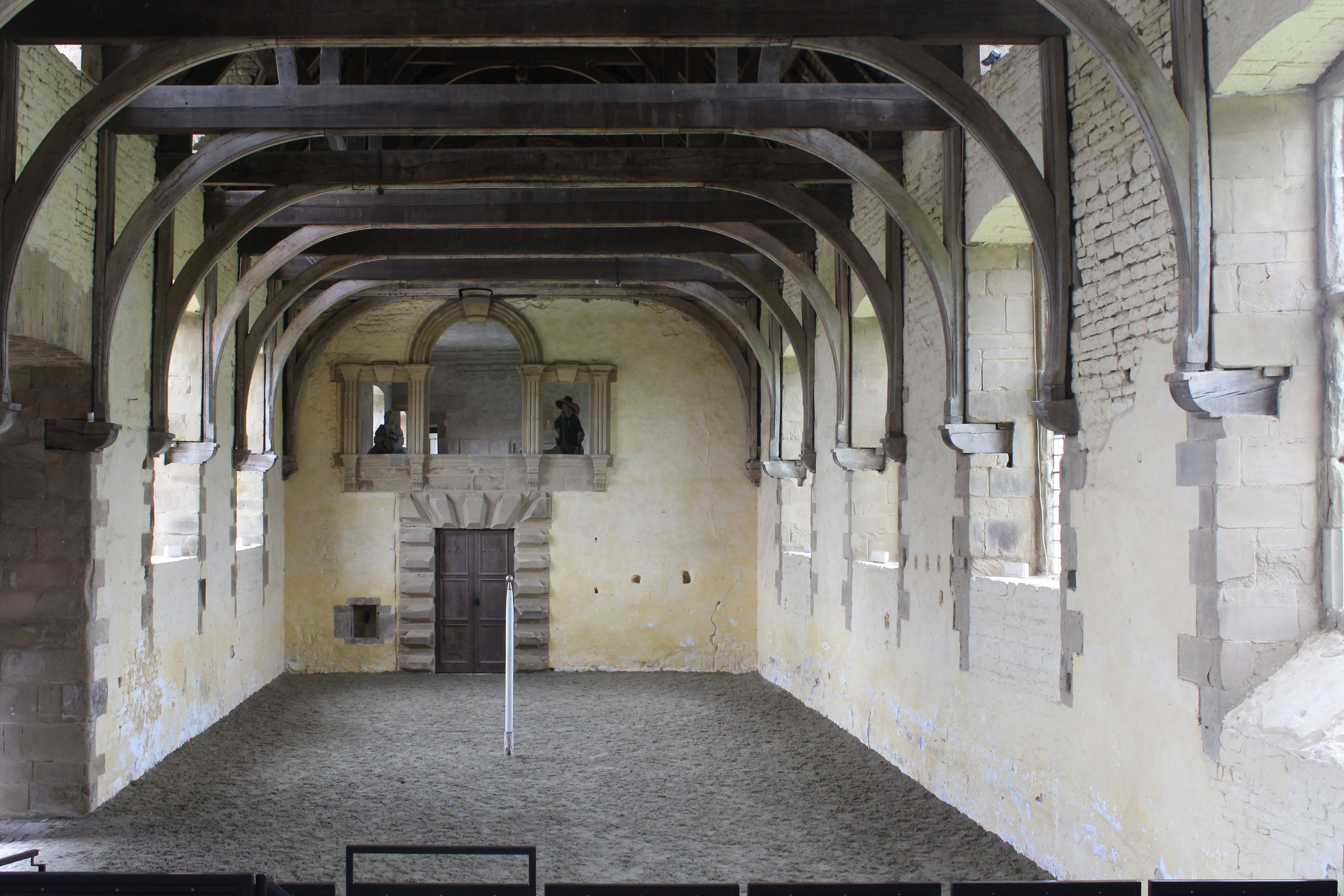
Manège du XVIIe siècle, Château de Bolsover, Angleterre

Apparemment déjà utilisé dans l'Antiquité, le manège (ou carrousel) était à l'origine un lieu circulaire où l'on pouvait pratiquer l'équitation, faire travailler un cheval à la longe ou exécuter une démonstration de dressage avec des chevaux (cirque).
Mais c'est en Italie que le manège réapparut au XVIe siècle. Le mot manège viendrait de l'italien maneggio. En France, le manège du roi fut institué sous Henri III.

## Description

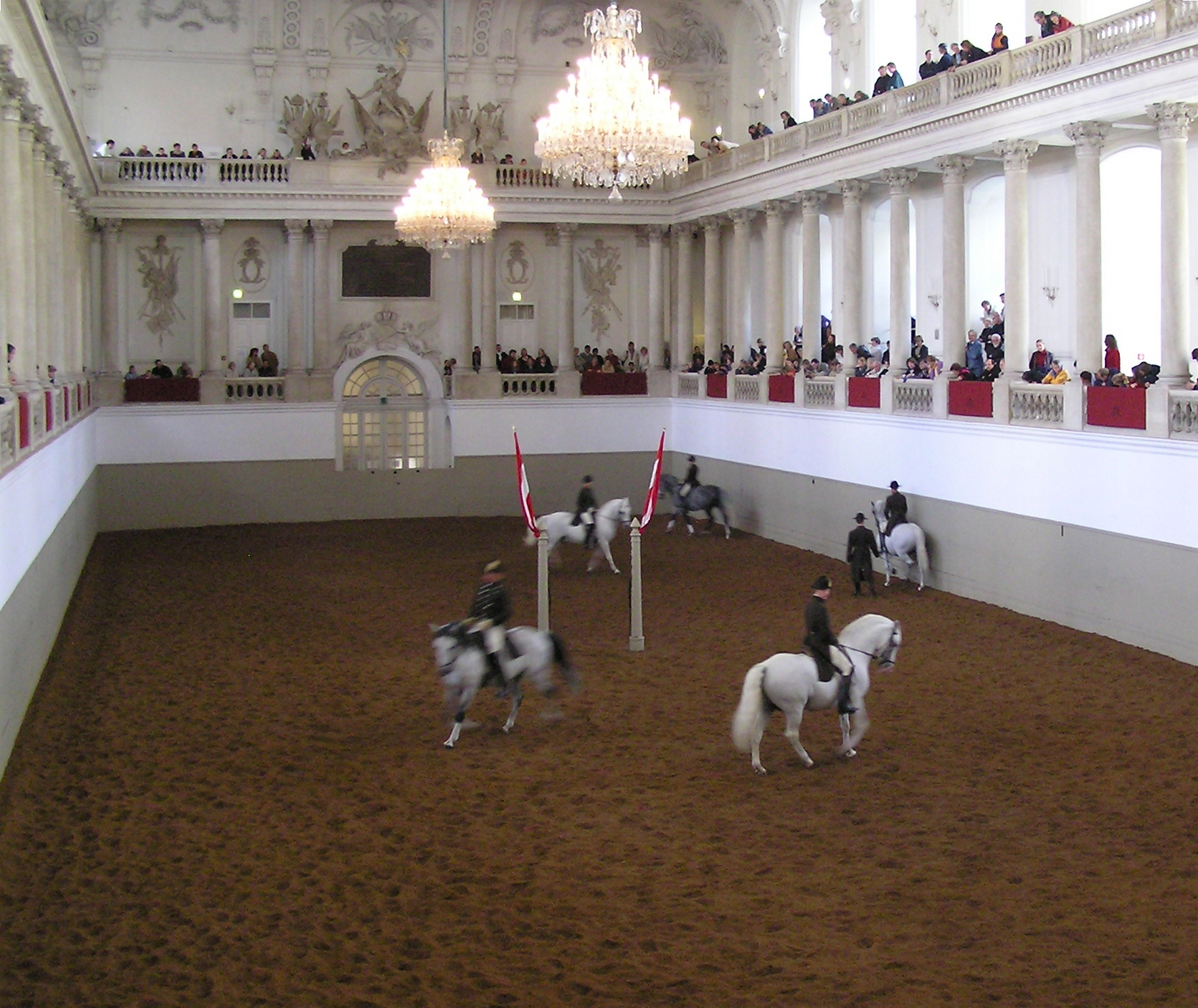
Manège de l'École Espagnole de Vienne

Les bâtiments sont presque toujours rectangulaires.
Idéalement, un manège est couvert et fermé pour permettre de travailler quel que soit le temps. Il possède un système d'éclairage pour le travail de nuit. Ses murs sont garnis à leur base d'un plan incliné, appelé « pare botte » ou « garde botte », pour empêcher les chevaux de frôler le mur et d'écraser la jambe de leur cavalier. Ses dimensions sont supérieures aux dimensions olympiques (60 mètres sur 20) afin de préparer les compétitions de dressage dans de bonnes conditions.
Dans la pratique, beaucoup de manèges sont ouverts sur un ou plusieurs côtés. Ils ne possèdent pas toujours d'éclairage et sont très souvent de dimensions inférieures aux dimensions olympiques.
Le sol des manèges est recouvert d'une substance meuble : sable, sciure de bois, copeaux de bois ou de liège. De nos jours, on préfère les sols en sable aux sols de sciure ou de copeaux, jugés trop glissants et plus difficiles à entretenir. De l'eau est souvent projetée afin d'empêcher la poussière soulevée par le passage des chevaux.
On appelle parfois « manèges découverts » les carrières de dressage de dimensions olympiques.
Dans un manège, il existe en général des repères sur les côtés, matérialisés par des lettres et qui servent à positionner certaines figures de dressage.

## Les figures de manège
La pratique de l'équitation académique et du dressage repose sur quelques figures de base, relativement simples, appelées figures de manège.